# Besenyői-tó
A 2 km hosszú Besenyői-tó (románul Lacul Pădureni) a Rétyi-tó mellett Kovászna megye egyik legnagyobb tava. A tó délkeleti oldalán Maksa községközpont, az északnyugati oldalán pedig Besenyő falvak fekszenek. A besenyői oldalon folyik bele Besenyő pataka, ahol a víz sekély és egy kis nádas a vadmadarak otthona.
Nyáron népszerű turistacélpont, főleg a környékbeliek, de még brassóiak is járnak ide fürödni, kirándulni. Ugyancsak népszerű horgászok között is. A helyi horgászegyesület évtizedekig rendszeresen telepített bele halakat.
Az 1980-as években létesült mesterséges tó eredetileg öntözési célokat szolgált.